# 懷特克勞德鎮區 (密蘇里州諾德韋縣)
懷特克勞德鎮區（英語：White Cloud Township）是位於美國密蘇里州諾德韋縣的一個行政鎮區。

## 地方資料
懷特克勞德鎮區的面積為137.69平方千米，當中陸地面積為137.61平方千米，而水域面積為0.08平方千米。根據2020年美國人口普查的數據，當地共有人口534人，而人口密度為每平方千米3.88人。